# Banos
Banos ist eine französische Gemeinde mit 267 Einwohnern (Stand 1. Januar 2022) im Département Landes in der Region Nouvelle-Aquitaine (vor 2016: Aquitanien). Sie gehört zum Arrondissement Mont-de-Marsan und zum Kanton Chalosse Tursan.
Der Name in der gascognischen Sprache lautet Banòs. Die Einwohner werden Banossais und Banossaises genannt.
Das Wappen von Banos wurde geändert, um an die Tour de France zu erinnern, die durch die Gemeinde und über die mur de Banos (deutsch Mauer von Banos), einem steilen Straßenabschnitt, führte.

## Geographie
Banos liegt ca. 20 Kilometer südwestlich von Mont-de-Marsan in der Landschaft Chalosse der historischen Provinz Gascogne.
Umgeben wird Banos von den Nachbargemeinden:
|         | Saint-Sever                                 |          |
| Montaut | Kompassrose, die auf Nachbargemeinden zeigt | Audignon |
|         | Doazit                                      |          |

Banos liegt im Einzugsgebiet des Flusses Adour.
Einer seiner Nebenflüsse, der Gabas, markiert die nördliche Grenze zu der Nachbargemeinde Saint-Sever. Der Ruisseau de Laudon, ein Nebenfluss des Gabas, durchquert das Gebiet der Gemeinde ebenso wie sein Zufluss, der Ruisseau de Pascouaou.

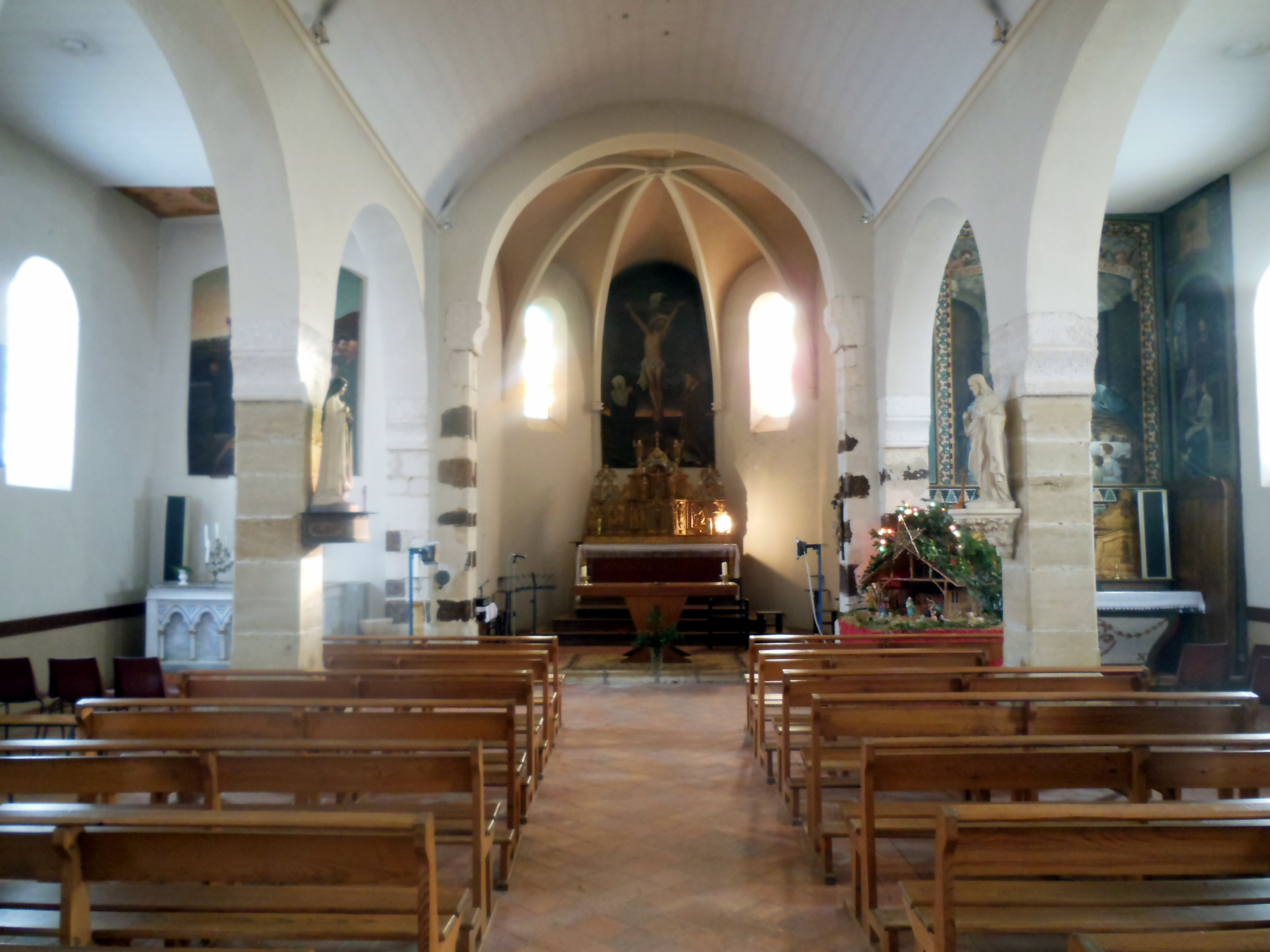
Innenraum der Pfarrkirche

## Geschichte
Archäologische Ausgrabungen im Viertel Marseillon im östlichen Gemeindegebiet haben einen Lagerplatz erforscht, der dem Zeitalter des Proto-Solutréen zugeordnet wird. Die Barone von Navailles-Banos übten die Grundherrschaft in Banos aus. Von der Renaissance bis zur Französischen Revolution fiel sie in die Zuständigkeit des königlichen Vikariats von Audignon. Im 17. Jahrhundert wurde das Viertel Arcet mit großen Kulturflächen und einer wichtigen Mühle an Banos angegliedert. Zwischen 1949 und 1957 wurden Bodenuntersuchungen auf Hinweise auf Lagerstätten von Erdöl durchgeführt.

### Einwohnerentwicklung
Nach Höchstständen in der ersten Hälfte des 19. Jahrhunderts von rund 600 Einwohnern schrumpfte die Bevölkerung bei kurzen Erholungsphasen bis zu den 1970er Jahren auf ein Niveau von rund 220 Einwohnern. Mit der Jahrtausendwende setzte eine moderate Wachstumsphase ein, die heute noch andauert.
| Jahr      | 1962 | 1968 | 1975 | 1982 | 1990 | 1999 | 2006 | 2010 | 2022 |
| --------- | ---- | ---- | ---- | ---- | ---- | ---- | ---- | ---- | ---- |
| Einwohner | 243  | 242  | 220  | 220  | 225  | 232  | 238  | 253  | 267  |

## Sehenswürdigkeiten

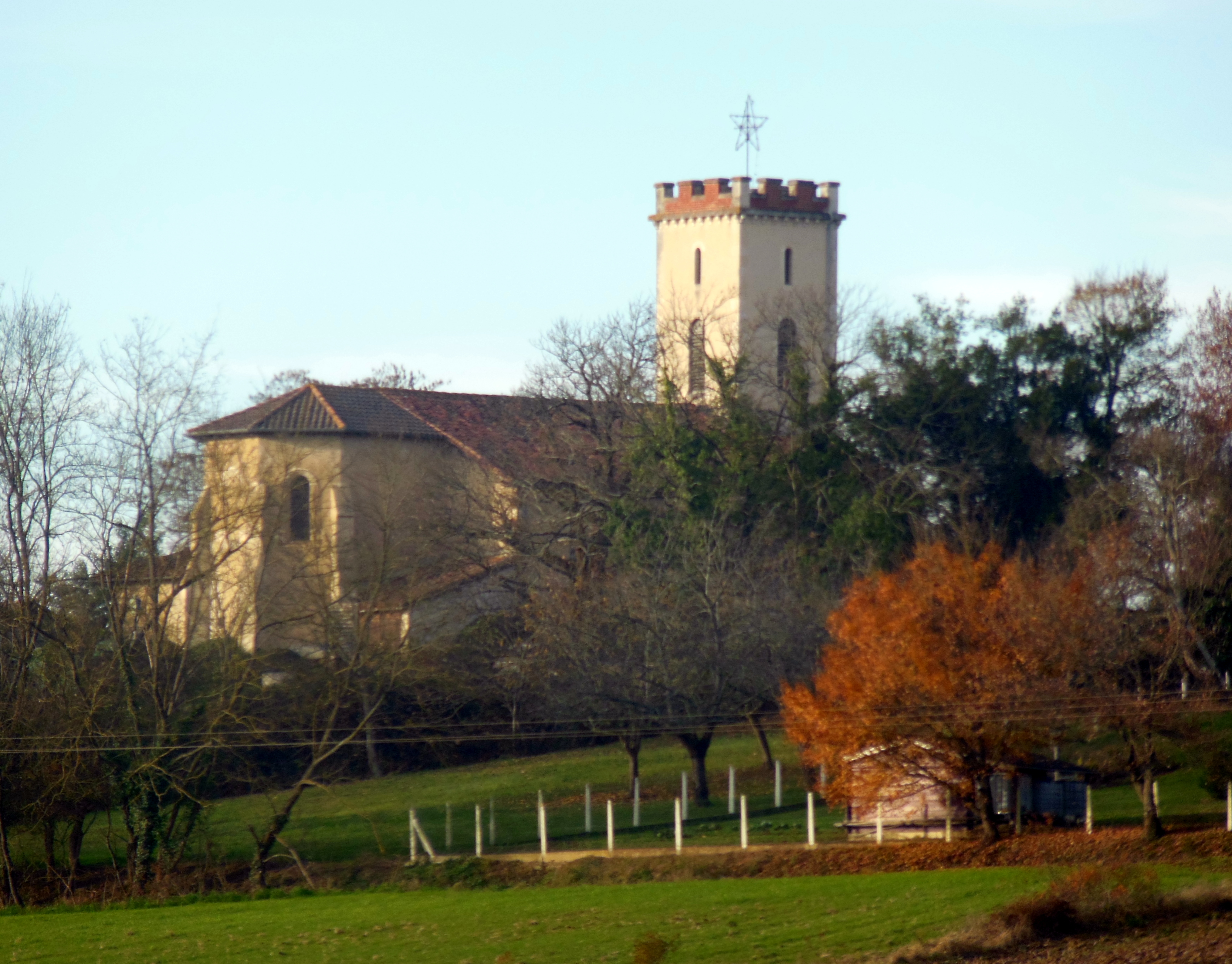
Pfarrkirche Saint-Pierre

- Pfarrkirche, geweiht dem Apostel Petrus. Sie wurde 1901 auf den Ruinen einer früheren Kapelle errichtet. Wie bei vielen Kirchen der Region ragt der Glockenturm in der Mitte der westlichen Fassade empor und wird von Strebewerken gestützt. Die Mauer an seiner Spitze wird oben mit Zinnen aus Ziegelsteinen besetzt und unten von einem Gesims umsäumt, das von kleinen Konsolen getragen wird. Dies verleiht ihm das Aussehen eines neu-mittelalterlichen Turms. Im Innern birgt die Kirche zwei Altarretabel aus vergoldetem Holz, die aus dem 17. Jahrhundert datieren und aus dem Dominikanerkloster von Saint-Sever stammen. Die Retabel werden durch zwei Gemälde aufgewertet, die die Szenen der Kreuzigung und Christus übergibt Petrus die Schlüssel des Paradieses illustrieren. Das Retabel des Hauptaltars ruht auf einem einfachen Altartisch und besitzt drei Ebenen mit freistehenden Statuetten und Voluten, die mit Blattwerk verziert sind. Oberhalb des Tabernakels befindet sich ein Kruzifix, darüber ein Giebel mit einem Kreuz an seiner Spitze und zwei Figuren an seinen Seiten. Ein weiteres Kruzifix hängt als Statue im Innenraum der Kirche. Es stammt aus dem 18. Jahrhundert und ist in Spanien aus bemaltem Holz entstanden. Seine sachliche Polychromie unterstreicht die Qualität der Verarbeitung und Ästhetik der Statue.[9][10][11][12]

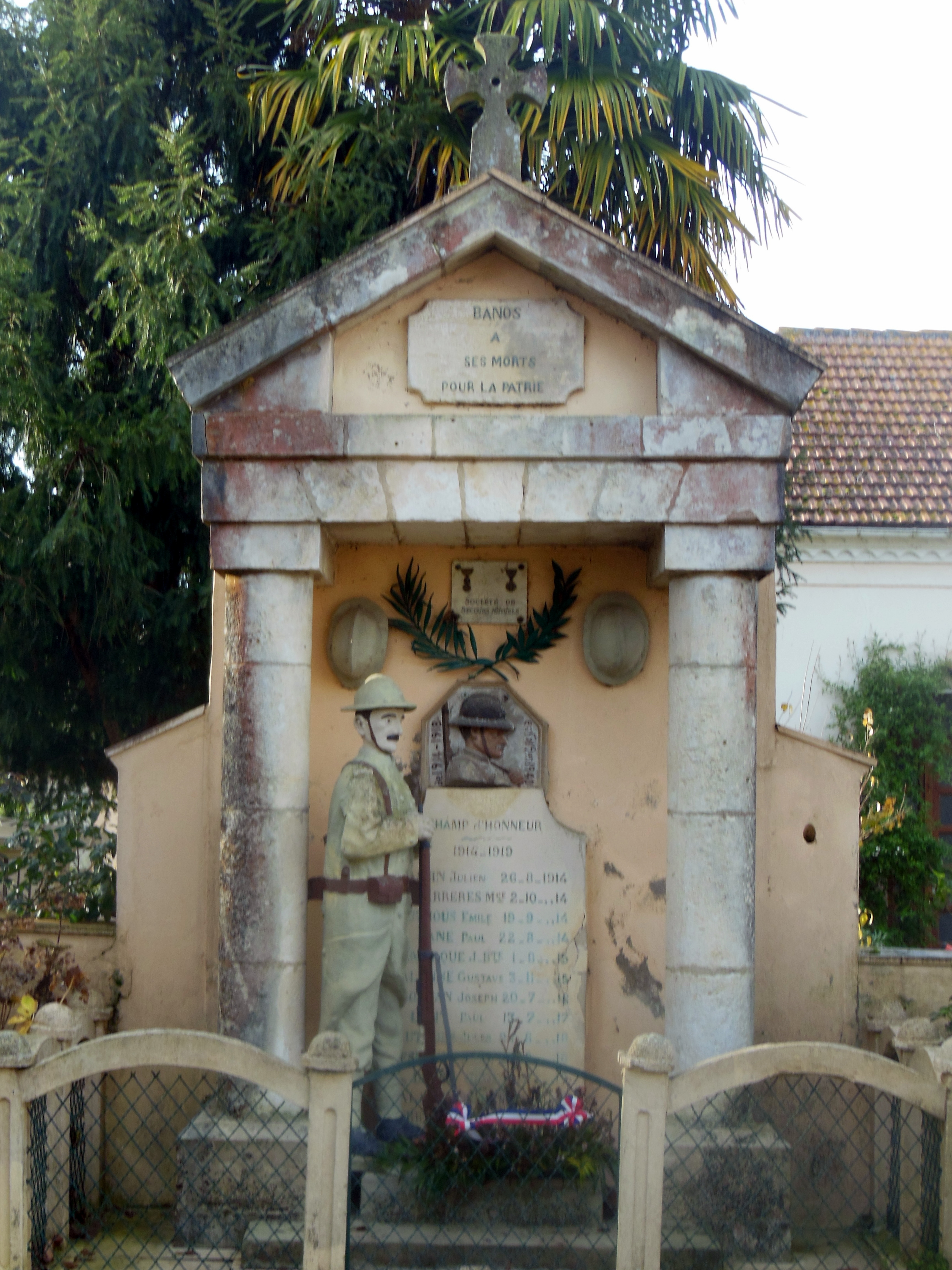
Ehrenmal für die Gefallenen

- Ehrenmal für die Gefallenen in beiden Weltkriegen. Es befindet sich im am Garten des Pfarrhauses und wurde 1921 vom Baumeister Lasalle im Auftrag des Kanonikers und Pfarrers von Banos, Descorps, errichtet. Es hat die Form eines Poilus in ganzer Figur in einer Friedhofskapelle. Die Statue ist in einem naiven Stil gearbeitet, denn die Gliedmaßen sind schlecht proportioniert. Ein Einwohner von Banos soll Modell gestanden haben. Es wird vermutet, dass sich der Künstler von einer Werbung der Firma Guichard inspirieren ließ, auf der Poilus in derselben Weise dargestellt waren. Das Denkmal erinnert an die dreizehn Soldaten, die im Ersten Weltkrieg gefallen sind und an einen anderen, der im Zweiten Weltkrieg umkam. Das Ehrenmal ist seit dem 21. Oktober 2014 als Monument historique klassifiziert.[13][14]

## Wirtschaft und Infrastruktur
Die Landwirtschaft mit dem Schwerpunkt des Maisanbaus ist traditionell der wichtigste Wirtschaftsfaktor der Gemeinde.

### Bildung
Die Gemeinde verfügt über eine öffentliche Grundschule mit 21 Schülerinnen und Schülern im Schuljahr 2017/2018.

### Sport und Freizeit
Ein Rundweg über eine Länge von 10,6 km führt vom Zentrum durch das Gebiet der Gemeinden Banos und Montaut.

### Verkehr
Banos ist erreichbar über die Routes départementales 21 und 32.